# Jean-Bédel Bokassa

Den kejserliga flaggan

Jean-Bédel Bokassa, kallad Bokassa I mellan 1976 och 1979, född 22 februari 1921 i Bobangui, Centralafrikanska republiken (i dåv. Franska Ekvatorialafrika), död 3 november 1996 i Bangui, var en centralafrikansk militär och politiker som var landets diktator 1966–1979. 
Bokassa grep makten genom en militärkupp den 1 januari 1966 och blev landets president. 1972 utropade han sig till president på livstid och den 4 december 1976 lät han utropa sig till kejsare under namnet Bokassa I. Han fick därefter smeknamnet Papa Bok. Han bytte namn på landet till Centralafrikanska kejsardömet. Ett år senare hölls själva kröningen, en påkostad ceremoni som bland annat hämtade inspiration från Napoleon I:s kröning 1804.
Bokassa störtades emellertid själv i en militärkupp den 20 september 1979. Först rapporterades händelsen som om David Dacko själv hade återtagit makten, men det kom senare fram att Frankrike organiserat kuppen. Det blev samtidigt känt att Frankrike i ganska hög grad blandat sig i landets angelägenheter. Bokassa flydde och bosatte sig senare i ett slott i Hardricourt i Frankrike. År 1986 återvände han till sitt hemland då han hade hört att han skulle tas emot på samma sätt som när Napoleon återvände från Elba. Detta visade sig inte stämma och han greps och dömdes till döden för mord, tortyr och kannibalism. Straffet omvandlades dock till livstids fängelse. Han avtjänade sitt fängelsestraff från 1987 fram till 1993, då han benådades av landets dåvarande president. Bokassa avled av en hjärtattack tre år senare, den 3 november 1996.